# Anoplodactylus evansi
Anoplodactylus evansi is een zeespin uit de familie Phoxichilidiidae. De soort behoort tot het geslacht Anoplodactylus. Anoplodactylus evansi werd in 1963 voor het eerst wetenschappelijk beschreven door Clark. 